# 安东内拉·帕尔米萨诺

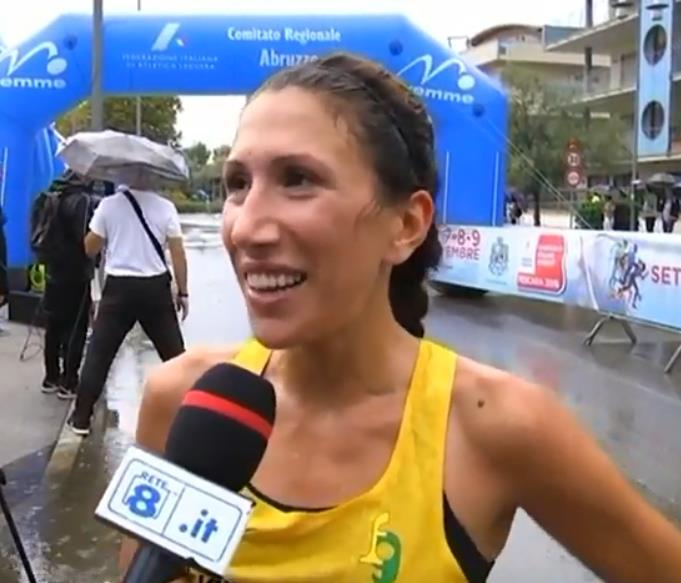
安东内拉·帕尔米萨诺

安东内拉·帕尔米萨诺（義大利語：Antonella Palmisano，1991年8月6日—），意大利女子竞走运动员，曾获得2017年世界田径锦标赛女子20公里競走第3名，和2020年夏季奧林匹克運動會女子20公里競走冠軍（用时1:29:12）。